# Landesregierung Kristian Djurhuus II

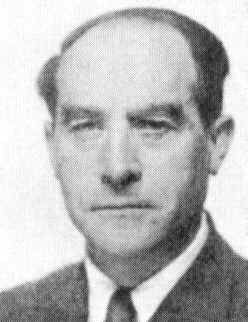
Kristian Djurhuus

Die zweite Landesregierung mit Kristian Djurhuus als Ministerpräsident an der Spitze war die dritte Regierung der Färöer nach Erlangung der inneren Selbstverwaltung (heimastýri) im Jahr 1948.

## Regierung
Die Regierung bestand vom 18. Dezember 1954 bis zum 9. Januar 1959. Es war eine Koalition aus Sambandsflokkurin, Fólkaflokkurin und Sjálvstýrisflokkurin, die von Kristian Djurhuus vom Sambandsflokkurin angeführt wurde.
Hákun Djurhuus vom Fólkaflokkurin war zunächst stellvertretender Ministerpräsident sowie Minister ohne Geschäftsbereich. Der zweite Minister, Edward Mitens vom Sjálvstýrisflokkurin, war ebenfalls ohne Geschäftsbereich.
Im Jahr 1957 schied Hákun Djurhuus aus der Regierung aus und Óla Jákup Jensen vom Fólkaflokkurin übernahm seine Aufgabenbereiche.
Die die Zeit dieser Regierung fiel auch der Klaksvík-Streit, der international für Schlagzeilen sorgte. In der heißesten Phase wurde unter anderem das Wohnhaus des Ministerpräsidenten mit einer Maschinenpistole beschossen und im Haus des stellvertretenden Ministerpräsidenten fand man eine Bombe.

## Mitglieder
Mitglieder der Landesregierung Kristian Djurhuus II vom 18. Dezember 1954 bis zum 9. Januar 1959:
| Aufgabenbereich                                                 | Minister                               | Minister | Partei |
| --------------------------------------------------------------- | -------------------------------------- | -------- | ------ |
| Ministerpräsident (Løgmaður)                                    | Kristian Djurhuus                      |          | B      |
| Stellvertr. Ministerpräsident u. Minister ohne Geschäftsbereich | Hákun Djurhuus (18. Dez. 1954–1957)    |          | A      |
|                                                                 | Óla Jákup Jensen (1957 – 9. Jan. 1959) |          | A      |
| Minister ohne Geschäftsbereich                                  | Edward Mitens                          |          | D      |